# 滿洲文化
三百多年前，滿洲族（女真）文化就開始了由原始的薩滿文化體系向廣泛吸收蒙漢等周遭民族文化。自滿洲族征服中原以後，更加專注吸收漢族文化，並以此原始薩滿文化為基礎進行自身的整合與創造特殊文化。

## 歷史
在17世紀，滿族的清朝取代漢族的明朝取得了支配中國地位，清朝统治者在保持满贵族优先前提下，很大程度上采取了汉化政策。但一些研究遼金元清史的日本學者認為，清和遼金元一樣屬於中國的征服王朝，漢化深度和速度均遜於北魏等滲透王朝；清室只推行對自己有利的漢化措施，並盡可能保留本族文化，並非全盤漢化，而是双向进行的。。
清初以来，所有施政文书都以漢文、滿文两种文字发布。自康熙起大力推行以儒学为代表的汉文化，汉传统经典成为包括皇帝在内的满族人必修课。乾隆在宫中常穿汉服以作娛樂。到乾隆中期，满人几乎全部以汉语为母语，满文渐渐成为仅用于官方历史记载用的纯书面文字。到19世纪，官方文件中的满文已基本为汉文所取代，如1875年清廷在与秘鲁换约时曾明确谕称：“惟换约事宜，中国总以汉文为凭”。支持儒化说者则认为，清朝皇帝只是有选择尊儒，儒家的一些思想清朝皇帝也没有完全接受，而儒家只是汉文化的内容之一，汉文化不仅仅只包括文字和儒家，还有衣冠、风俗礼仪、各种宗教信仰等 。

## 語文

#### 语言

Wikipedia的满文写法，ᡠᡳ᠌ᡴᡳᡦᡝᡩᡳᠶᠠ

满族本民族的语言是满语，属于满-通古斯语系南通古斯语族西南通古斯语支(满语支)。由于清朝时期为国语，故而又称“清语”。满语的标准语言被称作“规范语”，起源于未入关前的建州口音，乾隆年间经清高宗规范，因此又叫“钦定新清语”。清朝时期，满族人见皇帝报履历、奏事、答问等必须使用规范语。如果奏事时带有讹音会遭到皇帝的斥责。坤宁宫和堂子祭祀时萨满所用之祝词也需要使用规范语。此外，满族人因世居地的不同还有诸多方言，如北京、盛京、宁古塔、阿勒楚喀等方言。

满语被联合国教科文组织认定为濒危语言。

#### 文字
满族的前身女真人曾经创造过女真文，于金朝时期通行一时。但因金朝后期中原女真人高度汉化，加上元朝时期东北女真的蒙古化，致使女真文在明朝中后期失传，以至于明末女真人“凡属书翰，用蒙古字以代言者十之六七，用汉字以代言者十之三四”。后努尔哈赤兴起，往来文书多有不便，于是命噶盖和额尔德尼二人以蒙古字母拼写满文。二人创制而成，被后世称为“无圈点满文”（老满文）。然而，无圈点满文“形声规模，尚未多备”，某些清浊辅音及少数元音无法区分。于是，天聪（一说天命）年间，由达海最终完善。他使用圈点来区分清浊辅音和音似元音，因此被称为“有圈点满文”（新满文）。

#### 现状
自嘉庆以后，满族人多已掌握汉语文并达到了相当高的水平，而熟练运用满语之人却呈不断下降趋势。尽管历代皇帝反复强调“国语”的重要性，但依然于事无补。至民国建立，满语失去国语地位，其教学环境更是雪上加霜。当今满族普遍使用汉语普通话，以满语为母语者已不足百人，他们大多集中在黑龙江省富裕县友谊乡三家子村。不过，自1990年代起，在辽宁、吉林、黑龙江等地政府的扶助之下，满语教学开始进入了各地满族中小学的正式课堂。此外，在中国北方各地还有一些满族热心人士通过免费开班授课等渠道，希望可以使满语在满族人中间更加普及。经粗略估计，目前通过各类满语学习方式达到能讲能说状态者有数几千人。

### 姓名

#### 姓氏

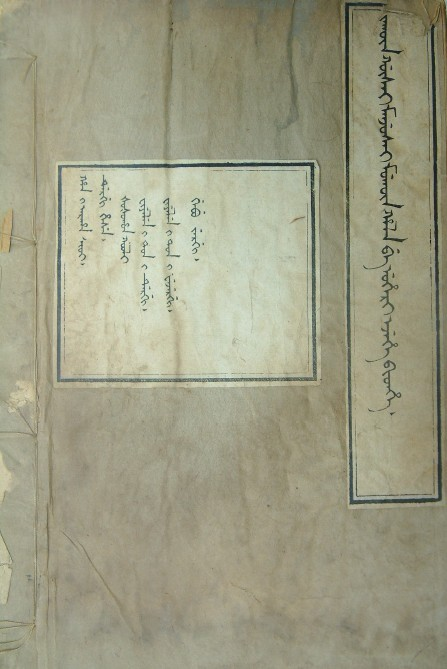
《清文八旗满洲氏族通谱》封面

满族的姓氏叫做“哈拉”（穆麟德轉寫：hala），主要承继自金朝女真姓氏。常用“穆昆”（穆麟德轉寫：mukūn）冠于哈拉之前，用表示来同一姓氏内的家族分支。根据乾隆年间编纂的《八旗满洲氏族通谱》记载，满洲姓氏多达1114个。其中被称作“著姓”的有：瓜尔佳氏、钮祜禄氏、赫舍里氏、舒穆禄氏、他塔喇氏、觉罗氏和那拉氏。金朝时期，由于女真人受契丹人和汉人影响，习惯于姓名连写。但蒙古灭金之后，女真人长期受接受蒙古文化，所以元明女真人、清代满洲人同蒙古人一样，有“称名不道姓”的习俗。这常使他人产生“满族没有姓氏”、“旗人父子不同姓”、“满族一辈一姓”等误解。不过，与蒙古族不同，满族人人皆有姓氏。历史上，满族也曾有过使用汉姓的习惯。金朝時期即有“完顏漢姓曰王、烏顧論曰商、紇石烈曰高、女奚烈曰郎、蒲察曰李……”的记载。但清朝统治者为了防止姓氏汉化，不提倡满洲取用汉姓。一经发现，会遭到皇帝斥责。

#### 名字
满族人有自己传统命名习俗，取名时会在词尾添加“阿”(-ngga)、“额”（-ngge）、“武”（-nggo）等，表示形容词“的”之意味；也会在词尾使用“布”（-bu）的后缀，表示被动词“使”；也会使用名词，尤其以动物名命名；或是以出生时长辈某人年龄的数字命名；还有词尾接以“保”（穆麟德：-boo，太清：-bou）、“善”（穆麟德：-šan，太清：-xan）、“齐”（穆麟德：-ci，太清：-qi）等命名方式。满族也会采用蒙古族命名方式，在词尾添加“泰”（-tai）或“图”（-tu）来表示“有”，或是直接用蒙古语命名。满族也有用汉语命名的习惯。清朝时期，满族取汉名喜用吉利字眼，但至嘉庆年间起，命名字又被正式限制在两字，而且禁止同一首字几代连用以防止姓氏因岁月流逝而被取代，官员如有违反这一取名规则的会遭致皇帝的训斥以及勒令改名。另外，满族取用汉名的同时也曾效仿汉人取用字，但用法略有不同。汉人以姓连接字、昵称、职称等相称，但满族习惯以名字中的第一个字相称。

#### 现状
当代满族人大多数以汉语命名，所使用的汉姓大多与本来的满族姓氏或祖先名字的首字有关，所以通常均按照一定的规律改变而来。此外，也有使用汉姓满名、满姓汉名、满语姓名、称名不道姓、简化版满姓与汉名合用等例子。

### 服饰

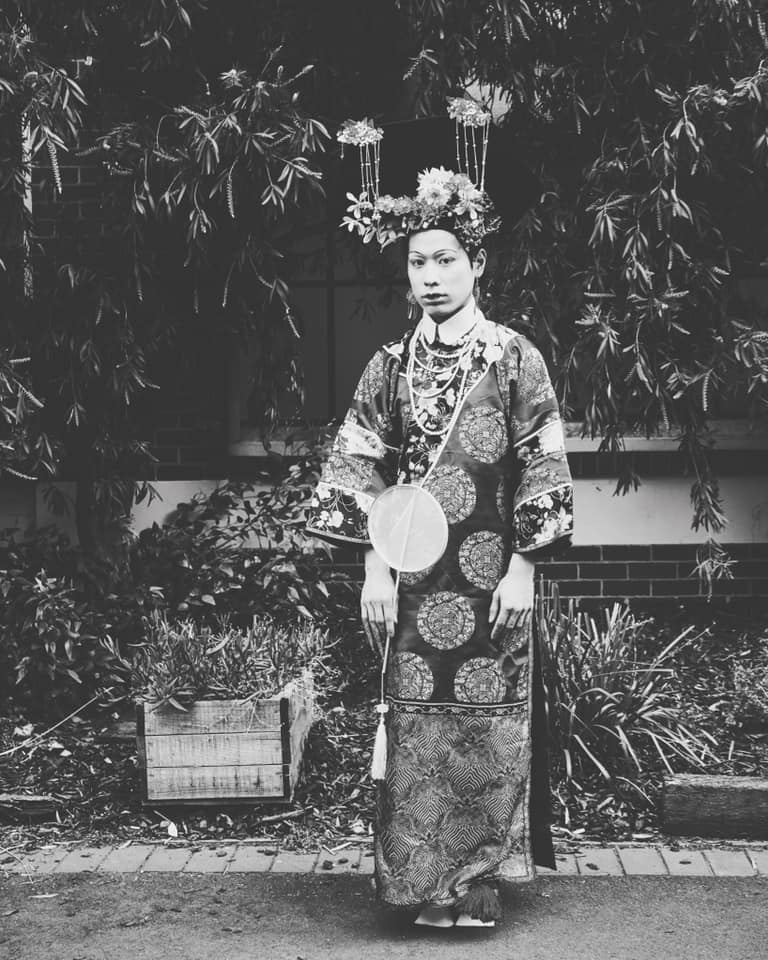
一名清末滿族貴婦

满族服饰承袭了女真传统，早期尚白。由于射猎生活的需要，无论男女均身着袍服。在关外时期以皮毛制品为主，清朝入关后分为单、夹、皮、绵四种材质。满族袍服的特点主要是圆领、窄袖、捻襟、带扣袢、衣裳连结，窄袖前端接有一个半月形的袖头，因形状酷似马蹄，俗称马蹄袖，又名箭袖（穆麟德轉寫：waha）。平时穿着将袖头挽起，作战或围猎之时放下，冬季还可以起到御寒作用。女子的袍服的样式与男子大体相同，但装饰较多。满族通常还在袍服外面穿着一种长至肚脐的对襟短褂，因为起初是在骑马作战时穿着，所以称作马褂，无袖的称作马夹或坎肩，主要为八旗“军服”，之后随着清朝推行易服政策在中期普遍流行开来，成为“礼服”。袍衫和马褂还在近代演变为旗袍和唐装，被视作中国元素的代表之一。在东北满族聚居区或一些传统节日的庆祝活动上仍可常见身着传统服饰的满族人。
同其他北方民族一样，满族男子的传统发式也是辫发。不同之处在于，满族发式是半剃半留，剃去周围的头发，只留颅后部分，再编成发辫。这种发式曾经随着清廷的剃发政策而推广至中原其他民族中去。民国建立之后，辫发被正式废止。满族女子在年幼时候也像男子一样剃发，样式也大致相同。成年后，开始蓄发，式样很多，两把头是其中最普遍的一种。梳这种发式要先将头发束到头顶，分成两绺，各绾成一个发髻，再将后部余发变成一个燕尾形的长扁髻，平时插入长约30厘米，宽约2-3厘米的名为“大扁方”的木制发簪。重要场合则佩戴旗头，长约30厘米，宽10厘米左右，多由青素缎等制成。咸丰之后，两把头的样式逐渐增高，燕尾也越来越大，由此逐渐演变成一个新的发型“大拉翅”，大拉翅是一种形似六遍扇面的冠，多以铜丝为骨架，黑缎为面。
满族有戴帽子的传统，自幼时起就开始着帽。根据寒暑分为暖帽、凉帽两种，帽顶有红缨。入关以后，又吸收了明代的六合帽，俗称“瓜皮帽”。此外，还有毡帽、风帽、皮帽、耳套等不同式样的帽子。在鞋的方面，清代满族男子着靴、布鞋或草鞋，东北地区的则习惯穿着一种名为靰鞡的鞋，它是由靰鞡草与牛皮或鹿皮缝制而成，在冬季可以御寒。女子没有缠足习惯，女式旗鞋通常分为平底和高底两种，平底鞋多为方口，有夹、绵之分；高底鞋主要根据鞋底的不同分为马蹄、花盆、元宝底，鞋面则雷同。还有一种便鞋，也叫绣花鞋，在鞋跟方面比旗鞋要薄，便于行走。
满族女子素有“一耳三钳”的习俗，乾隆年间曾一度发展为“一耳五钳”。直至今日，仍可在年纪稍大的满族女性中见到傳統式一耳三钳之风。其他女子首饰的佩戴与汉人大同小异。男子也有扎耳孔的习惯，有在幼年时扎耳孔好养活的说法。与女子不同，男子一般只扎一个，带一个铜圈，但成年后大都不再佩戴。由于骑射风俗，满族男子还佩戴扳指，入关前，主要使用鹿骨扳指，以有眼者为贵。入关后，逐渐发展为纯配饰，又新增了玉、象牙等材质。当时，满族对扳指尤为重视，几乎人手一枚。

## 饮食
满族的传统饮面比较讲究，除不吃狗肉外，很多习惯都与北方汉人相近。满族主食以穀物为主，通常是麵食和黏食，味道多酸、甜。麵食以餑餑为主（穆麟德轉寫：efen），它是满族对块状面食的统称。京旗滿族有每天午飯後、晚飯前都要吃一頓餑餑的习惯。饽饽有不同的口味，萨琪玛是其中最有名的一个种类。满族也以米饭为主食，有高粱米、小米、稗米飯和包饭等。
在菜肴方面，猪肉是比较常见的材料。满族称猪肉为「白肉」、「福肉」，傳統上是祭祀薩滿教神明的食品。儀式後分而食之。東北滿族以此制成“大鍋肉”的知名燉菜。京旗營房还有一種叫做“白煮肉”的吃法，他们將豬肉用白水煮熟後切片粘醬油吃，肉片切剩下的肉塊可以切成肉末燙飯，稱作“白肉燙飯”。豬血还可以加入調料攪拌後灌入腸中制成“白肉血肠”，與另一传统菜肴燉酸菜搭配食用。鹿肉也是满族传统菜肴之一，有燉、烤等吃法，京郊滿族有在重陽節吃烤鹿肉的習慣。满族也有火锅，由滿族的先人們常用的野炊方式發展而成。
同其他北方民族一樣，滿族人也喜好喝酒。起初不單是為了消遣娛樂，也跟北方寒冷，酒可以起到一定禦寒作用有關。傳統而言，一般滿族人好喝黃酒和燒酒兩種。

## 民俗

### 民居

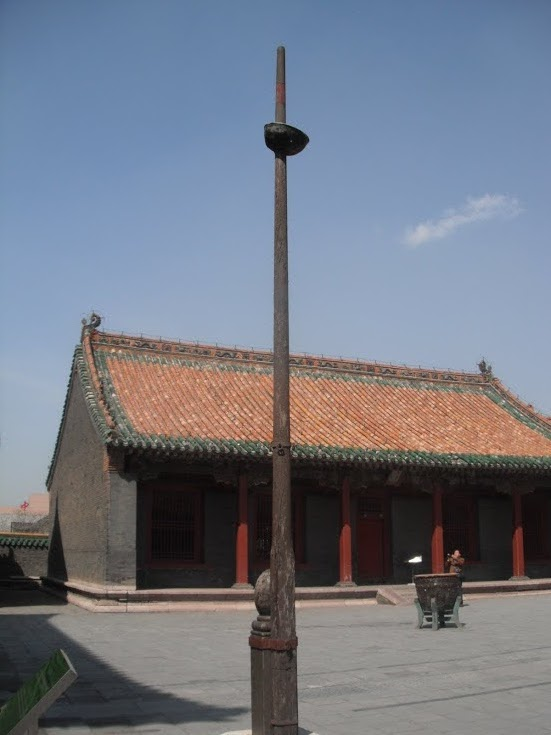
盛京故宫里的索伦杆

满族传统民居通常向阳而筑，多为草顶，一旁设有极富满族特色的方形烟囱。围墙大体有土筑、泥堆两种建筑方式。室内三面皆炕，如“匚”形。满族习俗以西为贵，南次之。满族人家习惯在西墙上供奉神明、英雄以及自家家谱，所以西炕又有“佛爷炕”之称，客人拜访时不能随便坐在西炕或在上面摆放杂物，如果违反，会被视作对主人祖先的不尊敬。房屋分为上屋、下屋、堂屋三大间，门设在中间，每边有三扇窗户。院内建有影壁墙，竖有索伦杆 (穆麟德轉寫：somo)，有的家庭还建有花庭、八角凉亭等。院的门前还有上马石等。

#### 礼俗
满族是一个十分注重礼节的民族，礼节式样较多。男子请安时，凡身着箭服者，先缀起马蹄袖头和袍服，将袖头垂下，左脚略微前移，右腿屈膝，略低头后逐渐起身。受礼者除家中尊长外，其余亲友需要半揖还礼，平辈要同样还礼。除请安礼外，还有磕头礼。满族非常注重按礼式行礼，神明祖先三跪九叩，父母尊长一跪三叩。每到过年，晚辈通常会磕四个头，长辈坐而受之。磕到第三个的时候，长辈会说一些祝福的话，否则不敢起身。女子则施用万福礼，以两手按腿，行三叩首；或两手按腿，行三叩首后，以手加额头跪着点头，施以抚鬓礼。满族十分尊敬长辈，平日里都要想尊长朝夕问安，长辈不让坐则不敢坐，没有命其退下则不敢退。有客人来，家中晚辈都要亲自接待客人、打杂。路遇年长之人要给其让路，待其通过后，才可走动。平辈相见除了互相请安外还使用执手或抱肩礼。这些礼节在满族聚居之地至今仍可常见。此外，满族还敬重犬和鸦鹊，不杀狗、不吃狗肉、也不使用任何狗皮制品；家门口竖有索伦杆，在杆上面的锡斗内放有碎肉来喂养鸦鹊。

#### 婚俗

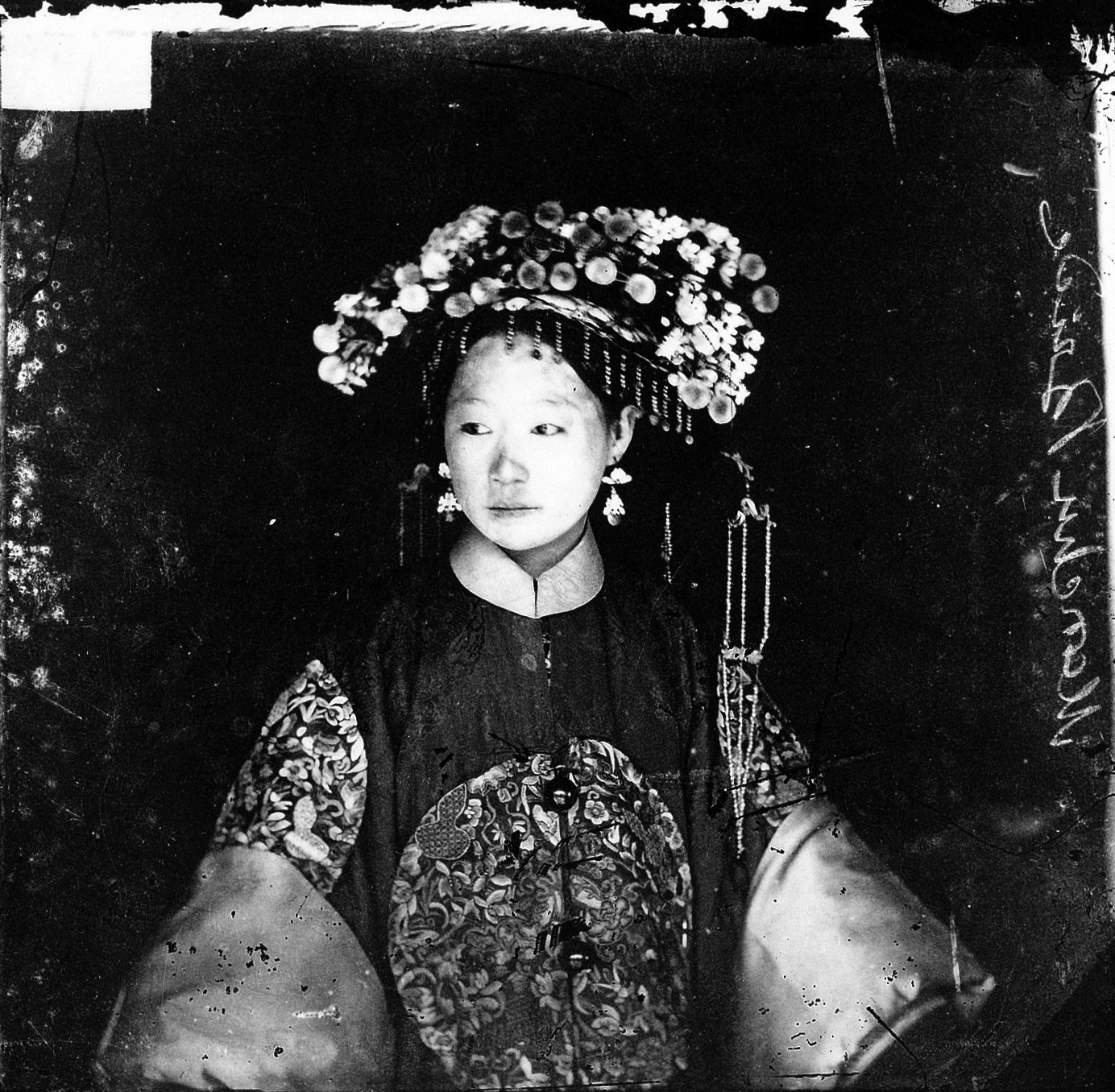
一位满族新娘

满族传统婚俗以一夫一妻为主，上层则素来有一夫多妻（平妻）的习惯。清朝入关后，一夫多妻逐渐过渡成为一夫一妻多妾的汉族宗法制度。满族结亲注重门第，但不计贫富，很少指腹为婚。在早期，还有抢掠婚、妻姊妹婚、收继婚等北方民族的婚姻习俗，自天聪年间起，收继婚等开始被逐渐禁止，但妻姊妹婚一直持续至清末。此外，同汉族一样，满族也坚持同姓不婚。女子在早期还有从死、殉葬的习俗，入关后受汉文化影响逐渐转变为守节。女性地位在入关前与男子几乎对等。入关后，受汉族礼教的影响，地位有所下降，但相较汉人女子仍要高出许多。满族女子没有附属于男人的感受，在家庭生活中也始终有较大的话语权。虽然清朝时期有旗汉不通婚的说法，但驻防八旗与当地汉人的联姻还是很频繁的。事实上，从康熙朝起，清廷就已经允许旗人娶民人之女为妻，主要禁止的是满洲旗女与民人男子的婚姻；而对于汉军旗人与汉人的婚嫁，在乾隆朝之后，则始终采取听之任之的态度。不同地區的滿族婚俗略微相异。京旗滿族婚嫁的步驟通常分為議婚、相看、庚貼、放定、嫁妝、迎娶、入門、拜堂、分大小、入洞房、吃酒、回門、對住月。而東北滿族的步骤则为問名、小定、請期、納彩、開剪、送嫁妝、迎親、裝煙、回門等。

#### 傳統節日
满族的传统节日一部分是满族文化所固有的，如添仓节、太阳日、颁金节（穆麟德轉寫：banjin inenggi）等。添仓节在每年的农历正月二十，这一天东北满族人讲究煮黏高粱米饭，放在仓库，用秫秸棍编织一只小马插在饭盆上，意思是马往家驮粮食，丰衣足食。第一天，再添新饭，连着添三回。也有的人家用高粱秸做两把锄头插在饭上。这一习俗至今仍在东北农村保留着。太阳日为农历二月初一，這天是太阳，滿族人會用麵粉做糕點，上面放煡用粘米面掐成的花小鸡，寓意金鸡报晓，迎日出。颁金节是满族的诞生之日，在每年的農曆十月十三。清太宗皇太極於1635年的這一天发布谕旨，正式定族名为“满洲”。除了满族固有节日外，受汉族习俗影響，滿族人也過春节、上元节、端午节等。

## 宗教信仰
满族的宗教信仰比较多元化。起初，满族及其前身民族基本上以萨满教为主。清朝入关、接触中原文化之后，除了保留了一些萨满教习俗之外，满族人受中原民间信仰影响最大。佛教和天主教也各有一定影响。当代满族以无宗教人士为主。

#### 萨满教
满族的萨满教历史由来已久，对满族的影响是非常大的。清兵入关之后，尽管满族民众普遍接受了中原民间信仰，但仍保留许多萨满教遗俗。主要体现在灵魂信仰、叫魂、追魂、图腾崇拜、梦魇信仰、善人神化等方面。由于清朝统治者视宗教为一种拉攏、融合其他势力的辦法，於是在萨满教这个本民族的宗教上沒有施以特別待遇。除清朝宮廷內的坤寧宮祭祀與宫内堂子祭祀以外，北京没有專用於萨满祭祀的場所。因此，东北民間所流传的萨满與藏密喇嘛斗法的傳說以及皇帝帮助喇嘛迫害萨满教众的說法，更多是源自萨满教徒對本族皇帝未給予本民族宗教更多特惠而產生的不满情绪的体现與表達。

#### 佛教
因为女真人在金朝时期就开始受渤海、高丽、辽朝和宋朝影响，已有佛教流传，所以满族对佛教并不陌生。清朝皇帝素来有“佛爷”之尊号，西藏亦视其为文殊菩萨化身。努尔哈赤、皇太极均与藏传佛教之格鲁派有频繁接触。其后的皇帝都有较高的佛法造诣，尤其是顺、康、雍、四帝，順治曾拜玉林通琇為上師，命宦官吳良輔代替自己出家，雍正更是苦讀《金剛經》，精研禪宗，法號圓明居士，還著有《揀魔辨異錄》。但在實踐中，藏传佛教主要作為清朝上层統治階級與蒙藏贵族建立精神文化連接的一种方式，與普通满族民众的信仰關係不大，而滿族一般民眾的信仰，仍更接近漢族與漢傳佛教混合的中原民間信仰，幾乎可說是相差無幾，往往以焚香禮拜釋迦如來、藥師如來、阿彌陀佛、白衣观音、地藏菩薩等。

#### 中原民间信仰
入关前，满族已开始受到中原汉族文化和信仰的深刻影响。1615年，努尔哈赤在赫图阿拉城同时兴修了堂子、地藏寺、玉皇庙、关帝庙、文庙、城隍庙和昭忠祠七大庙，玉皇庙和城隍庙为道教的宫观，关帝庙主要供奉三界伏魔大帝关公，文庙中供奉了孔子及以下4圣、12先贤、77先儒和79先贤。只有堂子为满族萨满教。其中，关羽崇拜最深入人心，很快超越了满族原有的部落神、祖先神，成为“护国之神”。清人王嵩儒曾提到：“本朝未入关之先，以翻译《三国》为兵略，故其崇拜关羽。”
清兵入关之后，普通满族民众受中原汉族的民间信仰影响是最大的。满族所祭之神明，除在家祭祖之外，已同汉族基本一致，尤以关帝崇拜为重。满族及其先世对关羽的崇拜由来已久，元朝时期即已盛行。至万历年间，早已成为一种信仰。相传清太祖努尔哈赤尚未起兵之时，曾于明朝边疆处获伏魔大帝关圣帝君神像。清朝时期，满族视关帝为“护国神”，言必尊称“关玛法”（穆麟德轉寫：guwan mafa，意为“关老爷”或“关爷爷”），不敢称其名讳，尊崇无以复加。连关帝身旁的關平、周倉二位將軍，也尊稱老爺，礼敬有加。至於三清、玉皇、王母、三官、嶽帝、北帝、呂祖、天后等各種道教神祇，滿人亦多為崇信。满族也有财神崇拜，但所拜之财神不止一位。有红袍纱帽着明代装束的，有翎顶袍褂着清代装束的，还有一种财神则类似于狐仙。满族还供奉灶神，灶神旁边通常还有其夫人“灶王奶奶”。传说灶王爷在每年腊月二十三晚上会上天庭，向玉皇大帝報告他所在人家这一年来的状况，主要是投诉其罪過，以供報應。所以清代满族人家还会在这一天烧香以及供上关东糖，稱為送灶王，嘱咐灶神“好事多说，不好事少说”。此外，满族还信奉长白山神、兔儿爷、茅姑姑等汉族神明和一些其他蒙、藏民族神明的习俗。

#### 罗马天主教
受罗马教廷在华耶稣会传教士的影响，满族在历史上也曾有过一定规模的天主教徒。早在1650年左右，就有旗人官兵成为天主教徒的记载，康熙帝舅父佟国纲、佟国维，及其族人佟国器等均信奉天主教，传教活动以及人数在康雍乾时代达到顶峰。简仪亲王德沛是其中较为知名的例子。他受洗成为天主教徒，教名“約瑟”，他的福晋也一同受洗，教名“瑪利亞”。同一时期还有多羅貝勒蘇努诸子乌尔陈、苏尔金、库尔陈、书尔陈等八人为虔誠的天主教徒。其中第十子书尔陈，教名“保禄”，尤为虔诚。他曾跟随大将军允禵远征西藏，立有战功。皈依天主教后，书尔陈表示从此“只和耶稣的敌人作战”，遂辞官不出。
至清朝中期，朝廷因礼仪之争等原因禁止教士传教，苏努家族等旗人教徒也因此遭到打压，但一直无法彻底禁绝宗室、觉罗、以及普通旗人皈依天主教。例如，苏努曾孙图钦、图敏等至嘉庆十年仍不畏打压，拒绝出教，与旗人教友魁敏、窝什布等一同被发配伊犁。同时期还有旗员佟恒善、佟澜等人抗旨奉教的例子。不过，天主教也因不断被打压而最终未能在满族民众中间取得更多发展。到了民国，满族人因地位一落千丈，京旗满族或出于信仰或希望获得教会救济，一时间很多人加入天主教或其他基督教派。英敛之是近代最为著名的满族天主教徒之一，为天主教辅仁大学的创建者。

## 文学
满族的文学作品以神话故事为主，主要有《天宫大战》、《女真定水》、《长白仙女》、《尼山萨满传》等。其中影响最大的当属《尼山萨满传》。它讲述了描写尼山萨满帮助意外身亡的员外之子复活的过程，在满族之外的其他通古斯民族，如锡伯、赫哲、鄂温克、鄂伦春诸多民族中均有广泛流传。尼山萨满传有齐齐哈尔本、两种不同的瑷珲本、还有满族人德克登额创作的海参崴本，这四个版本的内容大体一致，以海参崴本流传最广，已译成多国语言出版发行。
清朝时期，八旗文学曾繁盛一时。诗人袁枚感叹“近日满洲风雅，远胜汉人，虽司军旅，无不能诗。”因此诞生了许多汉语言文学著作。以纳兰性德的词集《饮水词》、顾太清的诗集《天游阁集》、铁保所编纂的八旗诗集《熙朝雅颂集》和文康的小说《儿女英雄传》为典型代表。

### 曲艺
滿族與曲藝頗有不解之緣，尤其清代八旗子弟特別鍾情於此，當今曲藝界名角也不乏滿族人的身影。就傳統而言，滿族普遍酷愛的曲藝有京劇、子弟书、八角鼓和相聲。其中八角鼓和子弟書是滿族的本民族曲藝，而京劇和相聲在其發展過程中與滿族存在着密不可分的關係。

#### 八角鼓和子弟书
八角鼓是满族本民族的原创曲艺，据说本是乾隆年间征金川凯旋途中军营自娱自乐的一种演艺形式。鼓身源自八旗军鼓，八角形状，以木为框，单面蒙蟒皮，周围嵌响铃，下端还有丝制的穗子，有黄、白、红、蓝四色，象征八旗的四种颜色。演奏时用手指打击鼓面发声，同时摇晃鼓身或用手指搓鼓面发出铃声。八角鼓一般由三人出演，一位负责击鼓弹弦子，一位丑角负责逗哏，还有一位主唱的演者。有单演和全堂八角鼓等形式，在清代广受八旗子弟的喜爱。民国以后，八角鼓逐渐势微，但由它所衍生的单弦和相声等曲艺仍然廣受大眾喜愛。单弦是八角鼓三人出演模式的變種，有自弹自唱和唱者加伴奏两种演艺形式。而相声则是從全堂八角鼓中拆分而成的獨立曲種。许多单弦、相声艺人都是八角鼓艺人出身。
八角鼓的主要唱本是子弟书。它源于一种叫做“满洲调”的传统小曲，又经清代八旗子弟再创造发展，故得名“清音子弟书”。虽然子弟书并非汉人的原创艺术，但它融合了不少汉文化的说部题材。内容以《三国演义》、《红楼梦》、《西厢记》、《白蛇传》、《聊斋志异》等名著中的典故为主。此外还有一部分表现八旗子弟生活的作品，以笔名“鹤侣”的宗室奕庚为代表，他所创作的《老侍卫叹》、《少侍卫叹》和《女侍卫叹》为这类题材的典范。子弟书节目内容丰富，唱词多七字一句，唱腔有东城调、西城调（又稱東調、西調）之分，与大鼓互相影响，但韵律始终独具一格。

#### 京劇
京剧，被视作中国的国粹。它融合了徽劇等其他传统曲种的特点，在清代逐渐形成一种独立的曲艺形式。当时，上至皇帝、下至普通旗人普遍对听京戏情有独钟。前期主要广泛流行于宫廷，根据不同场合有不同的戏目，如“月令承应”、“法宫雅奏”、“九九大庆”、“劝善金科”、“升平宝筏”、“顶峙春秋”、“忠义璇图”等。自嘉道年间起，京旗民间票房逐渐兴起。著名的票房有“风流自赏票房”、“翠峰庵赏心乐事票房”、“悦性怡怀票房”、“公悦自赏票房”、“游目聘怀票房”、“霓裳雅韵票房”等。票友基本为宗室、京旗子弟，其中不乏日后民国时期的名角。
然而，为了防止八旗子弟沉湎于戏曲，朝廷禁止在内城开设戏园，更不许旗人登台演唱、“与优伶为伍”。但这仍然无法阻拦八旗子弟对戏曲的热爱。嘉庆十一年（1806年），满洲御史和顺查奏说，京旗子弟中有人登台演戏。结果事后再次追查时，却发现和顺本人也常去违例听戏。不得已，和顺杜撰了一个“密为访查”的理由，结果被嘉庆帝识破，革职议处。至道光年间，违例听戏、登台演戏之事更多，且爵职越来越高，贝勒奕绮、盛京将军奕颢、惇亲王绵恺、镇国公绵顺、乍浦副都统觉罗善英、副都统常明、松杰、理藩院郎中保举、副将达崇阿等接连因私匿优伶、游庙听曲、于府中演戏而获罪受罚，贝勒奕绮甚至因此被革去爵位。后来，旗人索性自发组织“票房”，与其他旗人票友搭伴演唱以过戏瘾。由于票房不是正式演戏，故不在禁令之列。民国之后，由于不再有法令束缚满族登台演戏，于是梨园产生了很多满族名角。
京剧中有“旗装戏”（又名满装戏），戏中演员身着满族服饰来饰演遼、金等番邦人物。《四郎探母》、《雁门关》、《赶三关》、《银空山》中的萧太后、铁镜公主、代战公主均身着满族女子服饰。旗装京戏中的还使用个别满语台词如“巴图鲁”、“额娘”等也是用来诠释该角色的番邦人物身份。另外，清代满族，尤其是营房满族对岳飞十分推崇，呼之为“岳老爷”。他们和汉人一样，听宋金交战的戏，习惯以宋为正面，金为反面。

#### 相聲
相声自全堂八角鼓中拆分而出，主要讲究“说、学、逗、唱”四门功课，有单口、对口、群口相声等表演形式。由于相声融合了八角鼓、子弟书等满族曲艺，故尤其在满族群体中广受喜爱。相声界满族名人辈出，有阿彦涛、恩绪、裕二福、裕德隆、郭启儒、常宝堃、趙佩茹、侯宝林、王凤山等名家。

#### 其他
除了八角鼓和子弟书之外，满族还有本民族语言的說部藝術“烏勒本”（穆麟德轉寫：ulabun）流行于东北地区。它的體裁主要有兩大種類，一是廣藏於满族民众中之口碑民间文学传说故事，如《尼山薩滿傳》；二是谣谚以及具有独立情节、自成完整结构体系、内容浑宏的长篇说部艺术。舞蹈方面則有滿族秧歌，至今仍為東北地區各民族人士所喜愛。

## 体育娱乐

#### 骑射

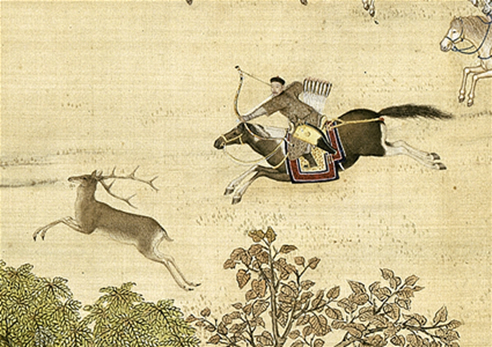
乾隆帝骑射图

满族素善骑射（穆麟德轉寫：gabtan niyamniyan）。皇太极曾说过，“我国武功，首重骑射。”入关之前，连十余岁的儿童都能“佩弓箭驰逐”。 在皇太极统治时期，骑射被提升至国策家法的重要地位，它与满语被一同列为“满洲根本”，被历代皇帝所首重。即便清朝入关之后，依然毫无懈怠。每年春秋，八旗兵丁均照例举行校射。不仅普通子弟，八旗官员也在自宅设有靶场进行练习；王公贵胄的要求更为严格，他们自幼就需要练习骑射，水平低劣者甚至影响爵位的承袭。清初旗人的马步射水平很高。弓用八力，箭长三尺，镞长五寸，名“透甲锥”，所中必穿透，连贯两人尚有余力。
自清中期，射箭由武功逐渐娱乐化，蜕变为多种玩法的游戏，有射鹄子、射布靶、射绸。最难的一种是暮夜中悬香火，对空发矢，全凭技艺。大清律例禁止赌博，但对旗人射箭下赌没有限制，有的旗人于家门口书写“步把候教”四字，就是在摆场子赌箭。乾隆朝以后，八旗子弟的骑射水平渐至废弛，但统治者依然身体力行加以提倡。清朝皇帝直至咸丰帝均娴熟于马术，即便是同治帝也曾猎于南苑。围猎是清朝皇帝试图维持骑射旧俗的一种手段，其中最有代表性的就是“木兰秋狝”，它不仅是清朝皇帝会盟于蒙古诸部的一个活动，也是对八旗兵将骑射水平的一次考验和历练。直至今日，射箭作为一个传统仍在满族人中间具有一定的人气，也不乏来自其他国家的满洲传统射箭爱好者。

#### 布库

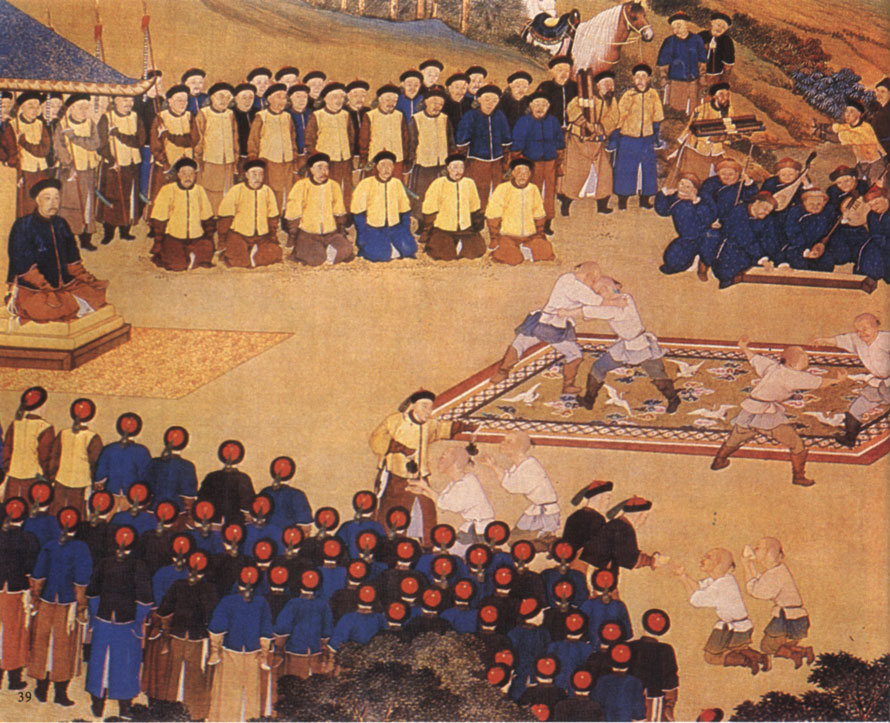
满族摔跤手演练布库

布库（穆麟德轉寫：buku）即满族摔跤，是满族最重视的一门格鬥技。清朝时期，宫廷曾设立“善扑营”选拔优秀力士二百名，按等级分为头等、二等、三等。历史上也一直有康熙帝用布库兵擒鳌拜的说法。布库的满语本意是“摔跤手”或“大力士”，该词源自蒙古语“搏克”。据清代文献记载还有“布库之戏”、“布库戏”、“演布库”、“撩脚”、“角抵”、“相扑”、“相搏”等别称。布库虽为徒手相搏，但技法的关键在于脚力，因此脚力的大小对于比赛的胜负起着决定性的作用。
满族摔跤史可追溯至女真人的“拔里速戏”，而拔里速戏则由契丹文化中沿袭而来，此项运动本与蒙古式角力——搏克无太大差别。元明时期，居住于东北地区的女真人广受蒙古文化影响，搏克（布库）也是其中之一。后金时期，统治者以军事训练为目的，大力提倡演布库。清朝皇帝每年于承德避暑山庄或北京圆明园高山水长楼前与蒙古各部进行比赛。民国之后，布库的招数融入中国式摔跤之中，成为其最重要的组成部分。其中，“北京流派”完全沿袭了清代善撲營的布库技法。

#### 猎鹰
渔猎民族出身的满族素好鹰戏。其中所使用鹰种以海东青为贵。海东青猎捕能力很强，非一般鹰鹞可比。在清代，献给宫廷一只海东青可立折现银30两，外加赏银10两，毛青布20匹。当时宁古塔地区以盛产猎鹰而闻名，当地有专门以捕鹰训鹰为业的鹰户，成为清代向朝廷贡献鹰、鹞的基地之一。北京内务府也设置养鹰鹞处，专门负责收缴及训练。每年秋季，皇帝与众王公大臣于南苑、北苑或西苑行围，养鹰鹞处的统领带着鹰手架鹰出行。京旗满族也好以鹰为戏，他们通常有“较猎”和“比赛”等玩法，相较东北满族训鹰捕猎而言娱乐性质更浓。而贵胄子弟更是讲究，非佳种不玩，也不愿从鸟市买成年好鹰。他们通常都是自己在郊区捕捉雏鹰，从头驯养，才觉有趣。直至今日，满族的训鹰传统仍在一些地区完好地保留下来。

#### 冰嬉

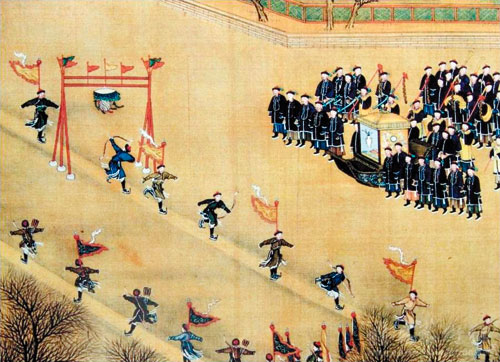
冰鞋营于太液池表演溜冰与滑射

冰嬉是满族传统的体育及娱乐活动之一，在关外时期就已非常流行，故乾隆帝称其为“国俗”。每年冬天，冰嬉都是皇家的重要活动之一。清廷特别在键锐营中设置“八旗冰鞋营”，进行冰上表演。它的历史可以追溯到后金时期，起初的目的是为了培养一直善于在冰上作战的“特种部队”。其编制有1600人，至嘉庆年间，这支部队改隶精捷营，编制也缩减为500人。民国时期，有一位名叫吴桐轩的老人是当时北京一名具有一定名气的滑冰好手。他出身满洲吴雅氏，曾经是慈禧太后御用的“冰鞋处”成员之一。至二十世纪四十年代中后期，年逾古稀的吴桐轩仍然时常出现在北京各处的冰场上。当代体育界中的优秀滑冰运动员也不乏满族人的身影，如花样滑冰世界冠军赵宏博、佟健等。

#### 其他
除了猎鹰之外，满族人还以饲养其他鸟类为乐趣，尤以京旗满族为典型。清代京旗满族养鸟颇为讲究，若看文采，就饲养红绿鹦鹉、虎皮鹦哥、芙蓉、倒挂、碧玉、珍珠等；若听叫声，则选择画眉、百灵、字字红、字字黑、小黄鸟等；还有一些专供于欣赏各种技艺的，如梧桐、交嘴等；此外还有饲养鸽子者等。斗蛐蛐也是一种广受京旗满族喜爱的娱乐活动之一。清朝时期，每至夏秋，从王公贵胄到普通子弟均以此为乐。还有一种打拐游戏，满语称作“噶什哈”(穆麟德轉寫：gacuha) ，东北满族习惯称之为“噶拉哈”，满语意为“髌骨”。京旗满族玩的噶什哈以马骨为主，而东北则以猪骨为主。清入关之前，曾有人用之赌博，故又被称为“博戏”。清太宗曾谕令八旗子弟，壮者以角弓羽箭习射，年幼者以木弓柳箭习射，对于“好为博戏，闲游市肆者”，要捉拿治罪。在此之后，噶什哈逐渐发展为妇女儿童间的游戏。直至今日，在东北的一些地区，仍然受到当地各民族人士的喜爱。满族还有一些传统的球类运动，如京郊营房的满族有以踢石球为游戏者，东北满族则踢一种以熊皮或猪皮缝制，内填充软物而成的皮球，称作“踢行头”，这种运动通常在陆上进行比赛，也有于冰上竞技者，称作“冰上蹴鞠”。此外，满族还有一些儿童闯关的娱乐游戏，如跑马城等。